# Вашингтонский теологический консорциум
Вашингтонский теологический консорциум (ВТК) — сообщество богословских институтов различных христианских традиций, имеющее в своей миссии:
- Воплощать и свидетельствовать совершеннее и убедительнее единство с Христом, благодаря многообразию своих членов и так, чтобы все в это смогли поверить;
- Доносить экуменический контекст, в рамках региона капитала нации (англ. nation’s capital), помогая лидерам служить миссии и правлению Церкви в мире;
- Доносить намерения до членов, путём общего использования их богатых богословских и духовных ресурсов, включая студентов, факультеты и мирян;
- Стремиться к более глубокому пониманию других мировых религий и совместному изучению, во взаимодействии с членами этих верований.

## История
В 1967 году Лютеранская теологическая семинария Геттисберга присоединила 7 других семинарий Вашингтона и стала учреждать ВТК, расширяя образовательные и экуменические возможности для своих студентов.